# Museo Marítimo de Barcelona

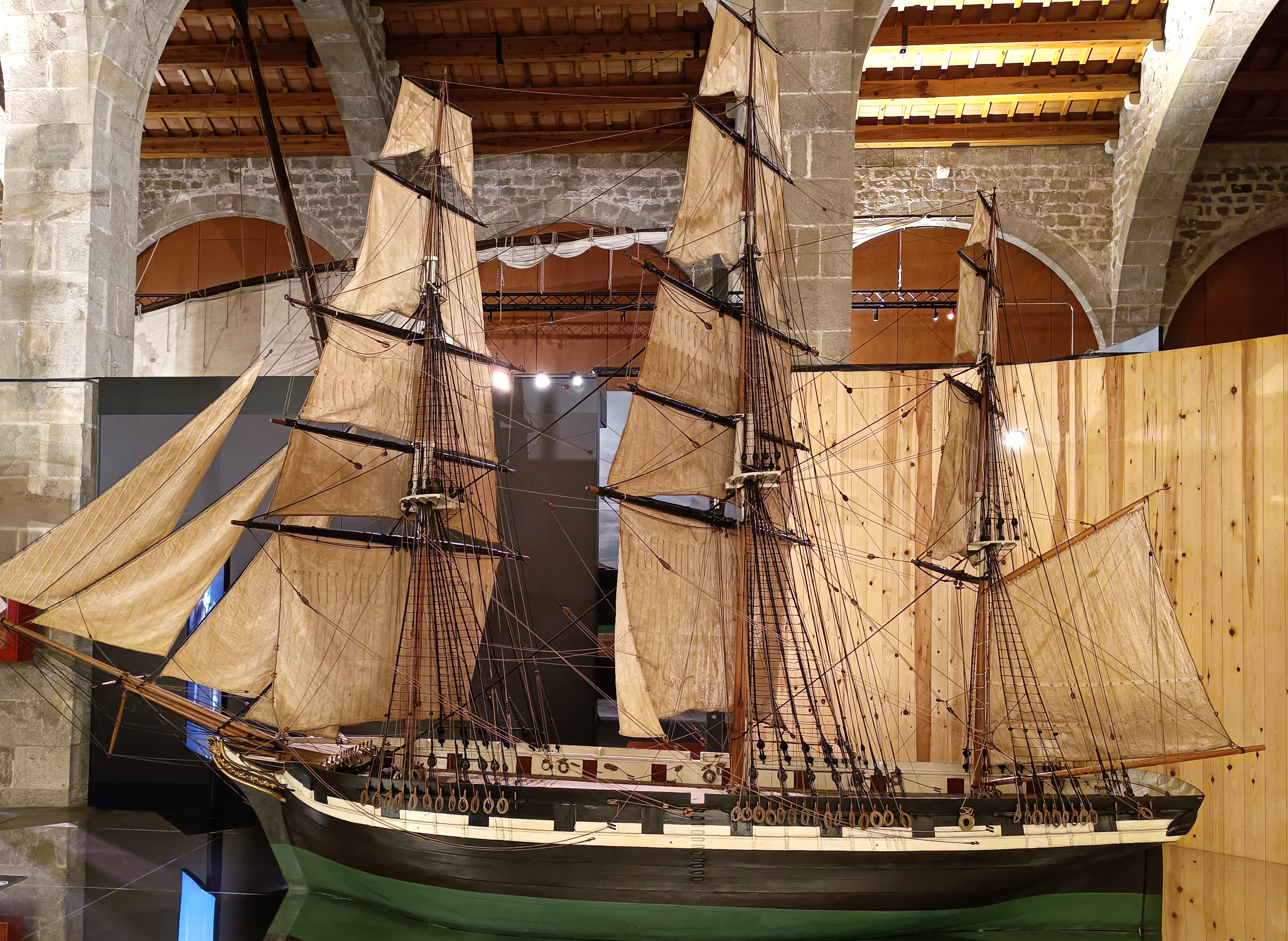
Gran modelo o maqueta de velero tipo fragata, para estudiantes de escuela de náutica

El Museo Marítimo de Barcelona (en catalán: Museu Marítim de Barcelona) se encuentra ubicado en el edificio de las Atarazanas Reales de Barcelona. Las atarazanas fueron un espacio dedicado a la construcción naval entre los siglos XIII y XVIII, cuya existencia está documentada desde el año 1243.

## Historia
Astilleros Reales del rey Pedro III de Aragón.
El 23 de octubre de 1936 y por decreto de la Generalidad se creó el Museo Marítimo de Cataluña. Desde unos años atrás y por la Junta del Patronato del Instituto Náutico del Mediterráneo, se había impulsado la creación de un museo marítimo junto con una biblioteca naval, ya que la Escuela Náutica de Barcelona, fundada en 1769, disponía de una colección de maquetas e instrumentos con el nombre de Museo o Gabinete Naval. Esta colección es la que sería la base del museo que se pretendía crear y que a la entrega de las Atarazanas a la ciudad, por el abandono de las instituciones militares que lo ocupaban, hizo que se destinara el edificio a dicho museo.
Por los ataques y bombardeos provocados por la guerra civil española durante el año 1936, la Generalidad tomó la decisión de evacuar las piezas más importantes y trasladarlas al Mas Figarola, situado en la población de Seva (provincia de Barcelona). Estas circunstancias de la guerra y el cambio posterior de régimen retrasaron la apertura del museo al público. Finalmente fue inaugurado el 18 de enero de 1941, ya con el nombre de Museo Marítimo de Barcelona.
En 1958 fue nombrado director del museo José María Martínez-Hidalgo, realizando una gran labor (entre otras cosas la construcción de la Galera Real) hasta su jubilación en 1983, El 14 de junio de 1974 en presencia del presidente del Gobierno Carlos Arias Navarro se constituyó el Patronato del Museo Marítimo, con una composición paritaria del Ayuntamiento y Diputación. Más tarde, el 1 de febrero de 1993, se constituyó el Consorcio de las Dársenas Reales y Museo Marítimo de Barcelona, por acuerdo entre el Ayuntamiento, la Diputación y la Autoridad Portuaria de Barcelona.
Desde el año 1999 el museo se ha abierto más a la ciudadanía, cediendo parte de sus espacios para la celebración de actos diversos por entidades de la ciudad, para exposiciones y actividades pedagógicas.

## Edificio
De estilo gótico, su construcción se realizó en una primera etapa entre los años 1283 y 1328, y la segunda entre 1328 y 1390. Con posterioridad se han realizado reformas y ampliaciones, manteniéndose básicamente su estructura original.
La entrada se hace por un portal de medio punto formado con dovelas, sobre el que hay un signo heráldico de la Diputación con la fecha de una reforma del siglo XVII, y sobre él un escudo atribuido a Pedro IV de Aragón, el Ceremonioso.
De planta rectangular, en cada ángulo tenía una torre, de las que se conservan dos con coronación de almenas, algunos tramos de muralla y el portal de la Drassana o Santa Madrona. El interior tiene una división en diez naves góticas formadas por pilastras rectangulares de unos seis metros de altura. De cada una salen cuatro arcos de sillería para formar el apoyo de la techumbre a dos aguas. Las medidas de algunas de las naves son de 120 metros de longitud y entre 8,40 y 13,5 metros de anchura, habiendo una nave de 4,82 metros de anchura. En la parte posterior hay tres naves llamadas de la Generalidad, situadas transversalmente a las otras y construidas el año 1618.
Por encargo de la Diputación de Barcelona, el arquitecto Adolf Florensa hizo una restauración entre 1957 y 1966 para su uso por el Museo Marítimo.
A partir del año 1985, se proyectaron nuevos cambios, con objetivo de una nueva restauración del conjunto, por los arquitectos Esteve y Robert Terrades, pasando de 4000 m² del año 1941 a los 10 000 m² dedicados a exposición, 1500 a servicios y 2200 a jardines.

## Salas

### Salas de Jaime I, Roger de Lauria yLuis de Requesens

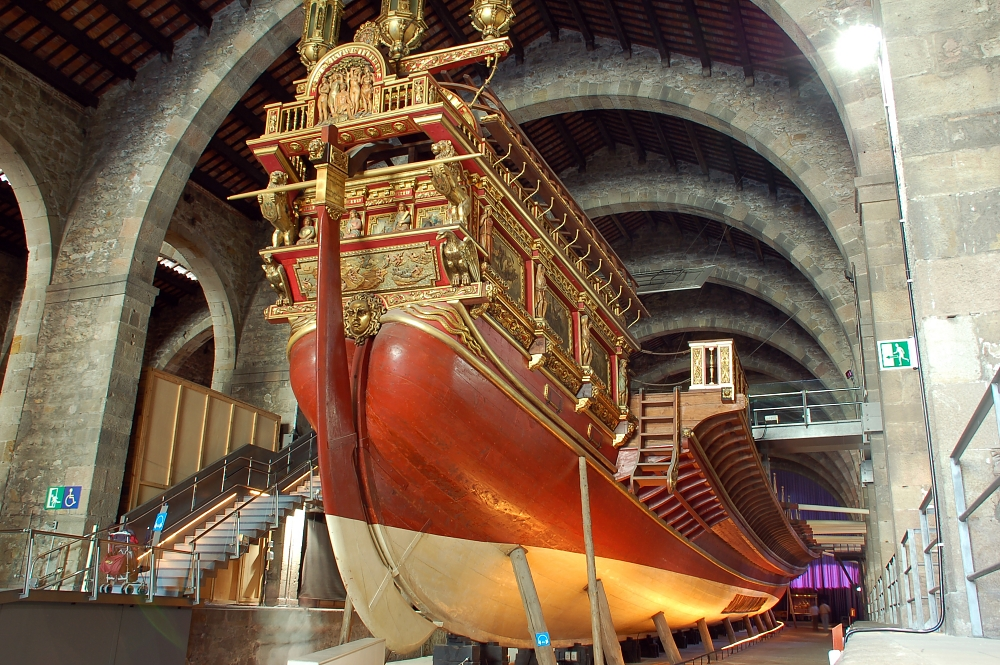
Reproducción de la Galera Real de Juan de Austria

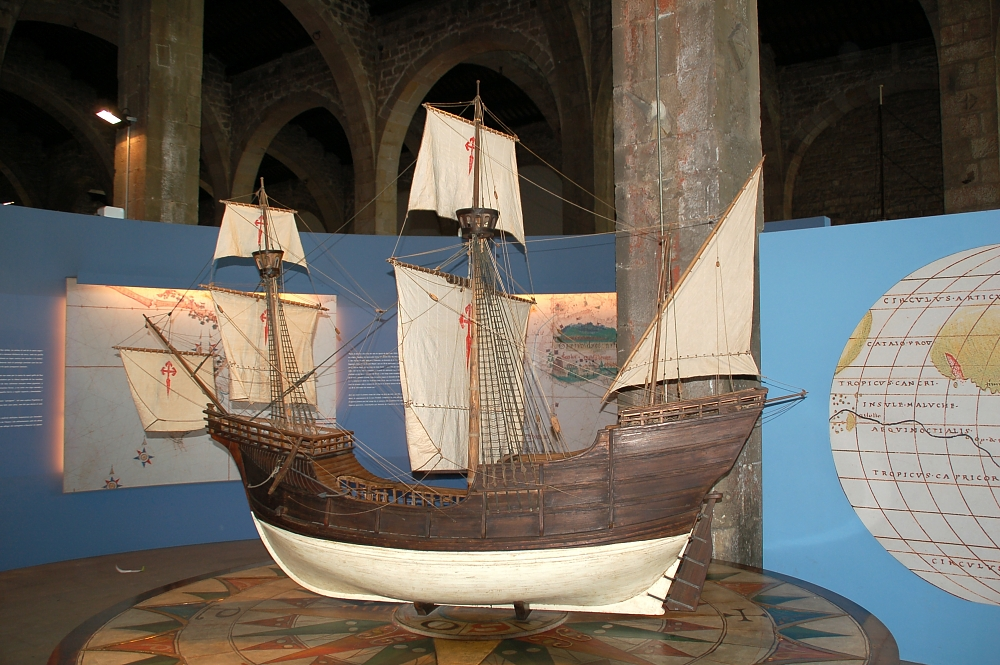
Reproducción a escala 1:20 de la Santa María, nao capitana de Colón

Al entrar son las primeras naves que nos encontramos, donde se muestran los fondos arqueológicos desde principios de la era cristiana, como ánforas, cepos de anclas y muelas, así como armas y piezas de artillería, como la llamada La Pantera con las armas de Francisco III de Módena y su nombre grabado, fundida en el ducado de Módena en el año 1751.
En la sala Roger de Lauria se expone la réplica a tamaño natural de la Galera Real de Juan de Austria, barco insignia en la batalla de Lepanto, que también había sido construida en estas atarazanas en 1571. Se empezó la construcción de la réplica en el año 1967, quedando terminada para el IV Centenario de Lepanto, conmemorado el 7 de octubre de 1971. Sus dimensiones son de sesenta metros de eslora y treinta remos a cada banda de la embarcación.
Al final de la sala de Jaime I, se pasa al edificio del siglo XIV y en lo alto de la escalera principal entre diversos objetos de decoración se encuentra la colección de los mascarones de proa; entre ellos se encuentran:
- El Ninot del siglo XIX, representando a un muchacho con la gorra de visera en la mano, propia del marino.
- El Negro de la Riba, que tuvo gran popularidad por haber estado, después del desguace del velero al que pertenecía, como adorno en la entrada de un almacén de efectos navales en el Muelle de la Riba.
- La Blanca Aurora, una talla policromada que estuvo en la proa de la corbeta Blanca Aurora, construida en el año 1848 en Lloret de Mar, siendo el retrato de María Parés hija del capitán y armador Silvestre Parés.

### Sala Capmany
Llamada así en honor del historiador, filólogo y militar Antoni Capmany i de Montpalau (1742-1813).
Formada por tres grandes naves, resultado de una ampliación efectuada en el siglo XVII, está destinada a la navegación a vela. Contiene maquetas de todas clases y abundante documentación marítima. Destaca una maqueta del siglo XVIII de un navío de dos puentes y cincuenta cañones. De las Escuelas de Náutica catalanas del siglo XVIII se representan los veleros más característicos, como el de la fragata Barcelona. En esta sala se muestran excelentes acuarelas y óleos de veleros y retratos de armadores, realizados por José Pineda Guerra, Evans, Mongay, Soler Rovirosa, etc.

### Sala de Pedro el Ceremonioso

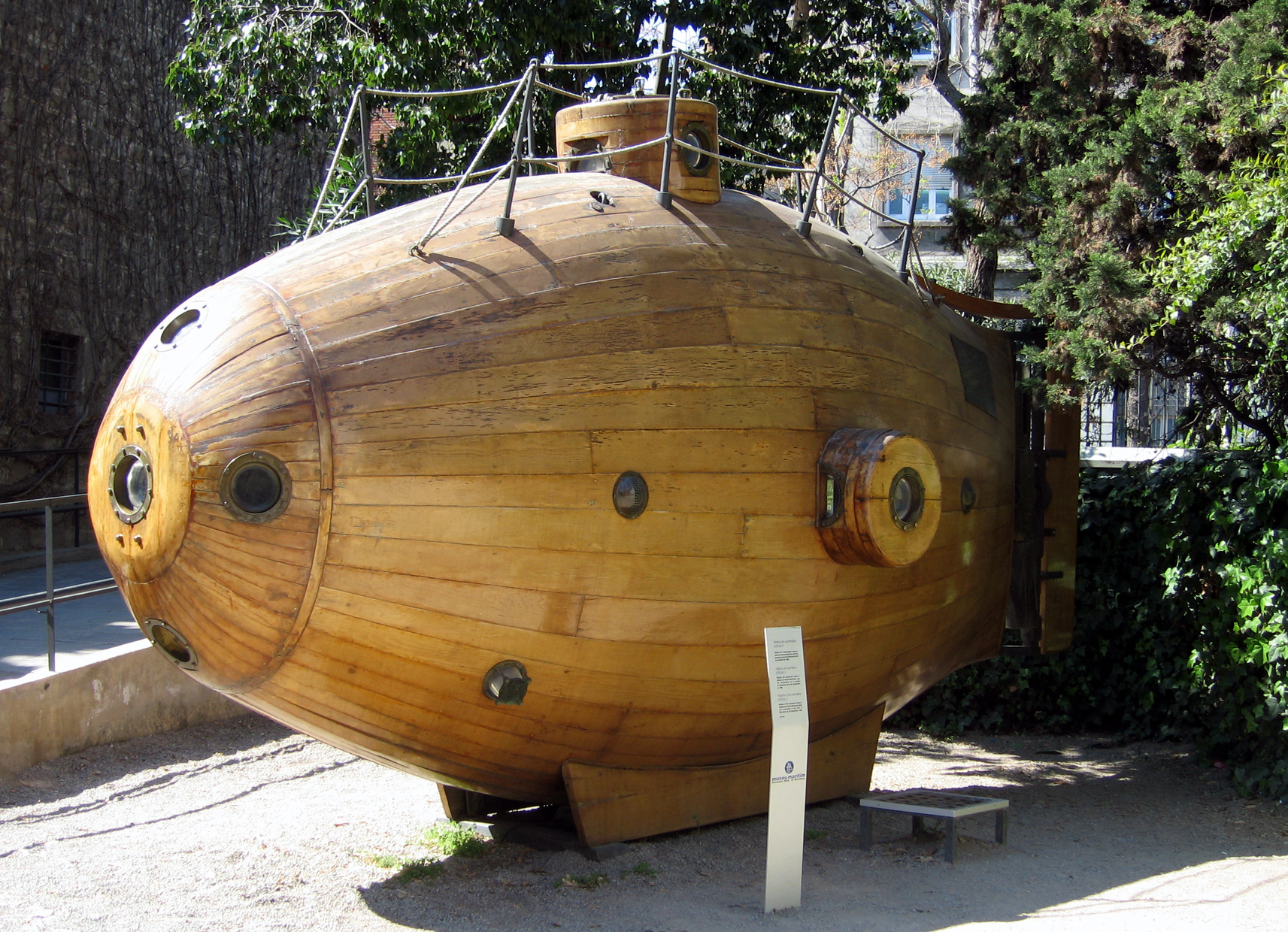
Réplica del Ictíneo I ante el museo

Forma de uso de un sextante

Se encuentra en esta sala una escultura realizada en piedra por Enric Monjo en 1955 de Pedro el Ceremonioso. Está dedicada a la colección de maquetas desde el origen hasta la época de los veleros para la navegación de más altura, como una colección de embarcaciones filipinas y naves de altura de la época del faraón Sahura (hacia 2600 a. C.). En vitrinas se encuentran expuestos modelos de vidrio y figuras de plomo con uniformes de la Marina, broches y colgantes con temas marinos y barcos en botella.
Hay una dedicación monográfica a Narciso Monturiol con modelos de sus Ictíneos, planos y recuerdos, así como un busto realizado por Frederic Marès y un retrato de Martí Alsina. También se muestran documentación y recuerdos de Isaac Peral.
Se muestran colecciones de cerámica catalana, valenciana, inglesa y holandesa con motivos marítimos y vitrinas con instrumental marino como octantes y sextantes, sónar mecánicos barómetros, compás o agujas náuticas, ballestillas y astrolabios náuticos.

### SalaRamon Llull
Las exposiciones de esta sala se dedican principalmente a la cartografía náutica y a instrumentos náutico-astronómicos. Tiene magníficos portulanos de los siglos XV, XVI y XVII. El más antiguo es el de Gabriel de Vallseca (Mallorca, 1439), pergamino datado que perteneció a Américo Vespucio, según consta al dorso en una nota que dice haber pagado por él ciento treinta ducados de oro de marco.

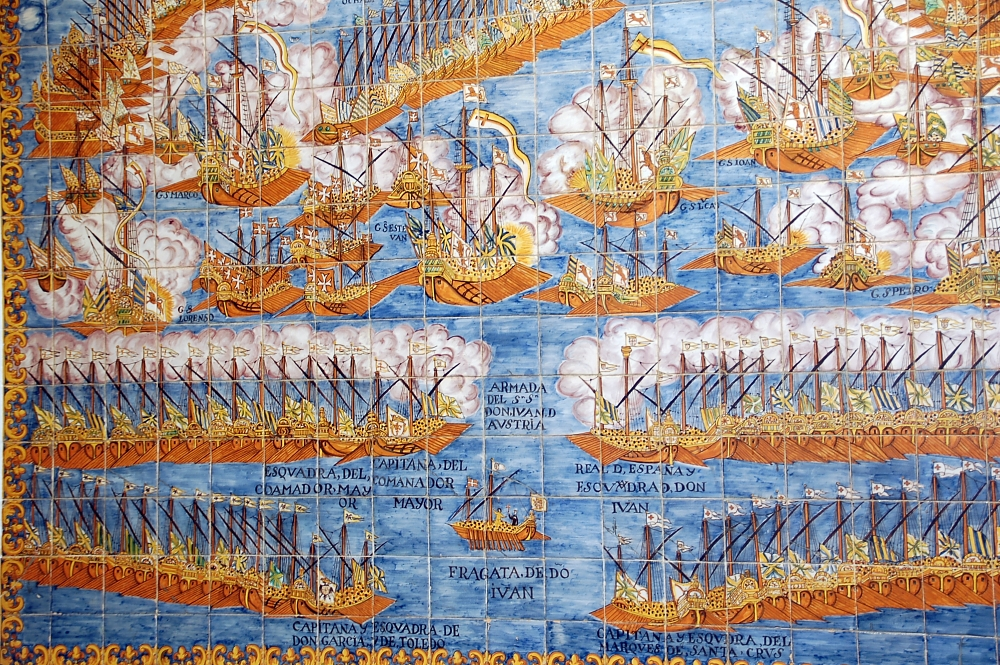
Plafón de cerámica, representando la batalla de Lepanto situado en la iglesia del Rosario de Valls, del, reproducción del original por el ceramista Joan Baptista Guivernau

### Sala de Arte popular
Se muestran en esta sala piezas populares de pinturas y principalmente exvotos de antiguos santuarios marineros de toda la costa catalana.

### Sala Marqués de Comillas

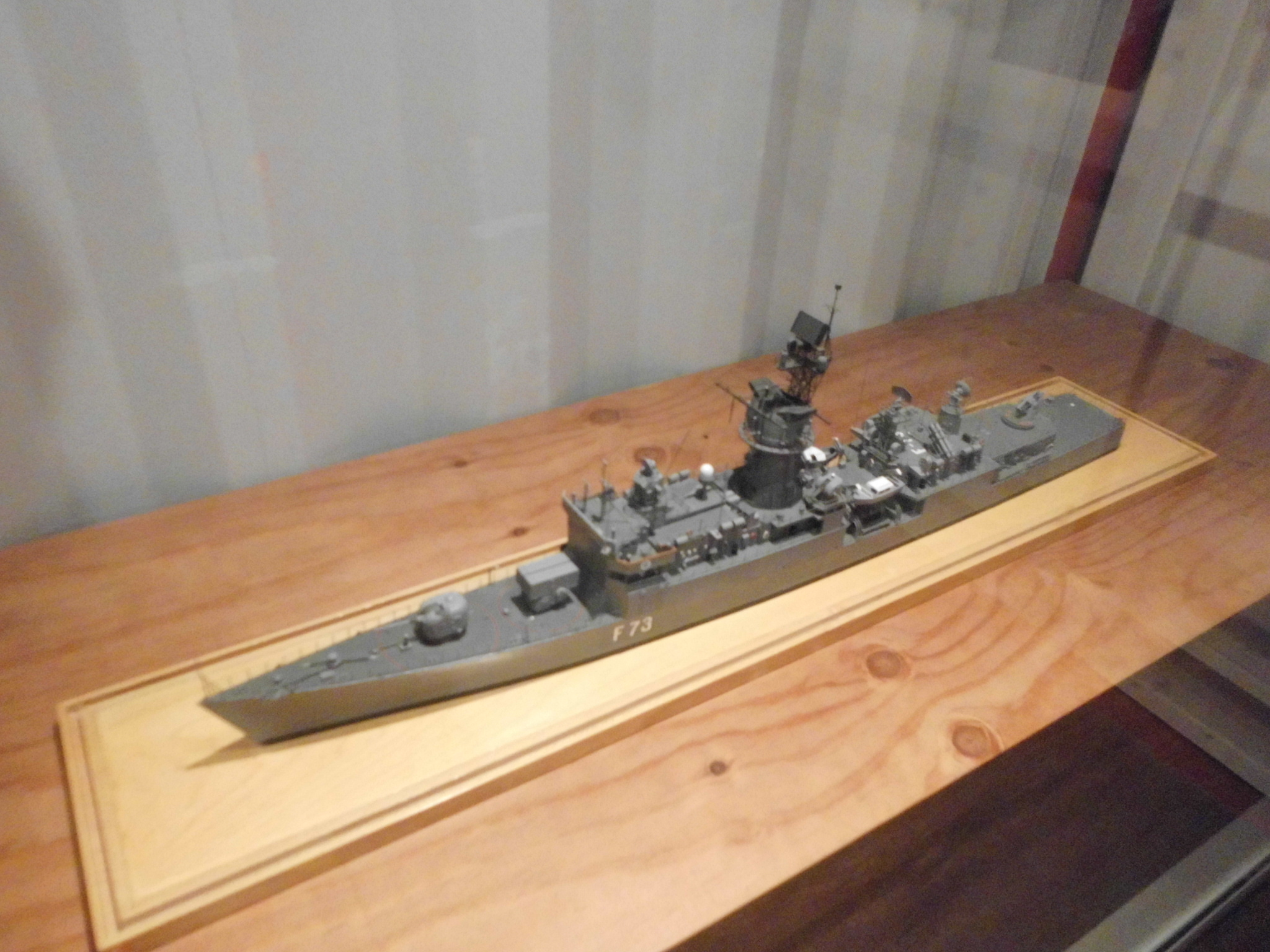
Maqueta de la fragata Cataluña

Su nombre se debe al fundador de la Compañía Trasatlántica Española, Antonio López y López, marqués de Comillas. Se dedica a la exposición de la época de propulsión mecánica a partir del vapor de ruedas. Se encuentran numerosas maquetas de buques de empresas navieras así como de buques de guerra.
Del escenógrafo José Mestres Cabanes hay dos dioramas, uno representa la Marina Mercante en el puerto de Cádiz, y el otro la Marina de Guerra con una división de la Armada Española por las costas de Cartagena.